# Хорватські поетичні хулігани
«Хорватські поетичні хулігани» (хорв. '''Hrvatski pjesnički huligani''') — двомовна антологія сучасної хорватської іронічної поезії, , яку випустило українське  видавництво «Люта справа». Упорядкував антологію Юрко Позаяк, а переклади українською зробили він та Ірина Бова-Гаркуша.  Антологія об’єднує твори поетів Роберта Рокліцера, Симо Мраовича, Жарка Йовановського, Дарії Лисенко, Звоніміра Ґроздіча та Синіші Матасовича. Книга надрукована хорватською та українською мовами і містить 384 сторінки.

## Ідея написання
Ідею започаткував Юрій Лисенко, який разом із Дарією Лисенко долучився онлайн до презентації у кав’ярні «Pod starim krovovima» на вулиці Басаричекова (хорв. Basaričekova ul) у Верхньому місті Загреба.

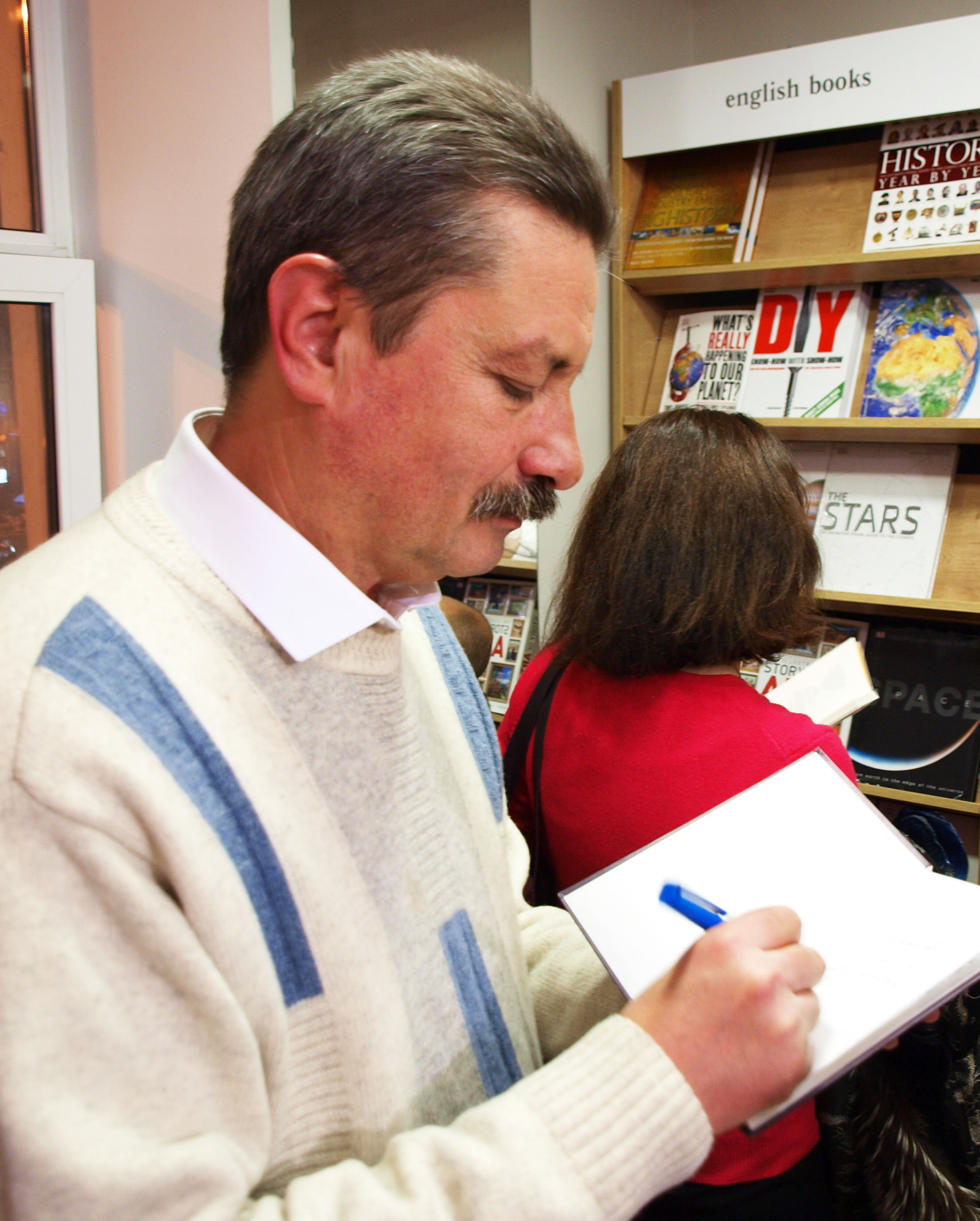
Юрко Позаяк, перекладач антології

## Тематика
В основу антології покладено гумор, іронію та самоіронію як основні критерії відбору віршів та авторів. Тематично колекція охоплює широкий спектр мотивів, серед яких любов і секс, пияцтво, асоціальність, самотність, психологічні суперечки, брехливість політики та лицемірство моралі. Автори не вдаються до різкої критики чи гніву, а з ноткою сатири та парадоксу висміюють суперечливість і абсурдність людської природи.
Їхня поезія не вписується у звичні рамки. Альтернативні, андеграундні, слемери, нонконформісти, контркультурники, богеми, протестні поети пропонують унікальний погляд на світ крізь призму іронії та самоіронії.

## Відзнаки
Антологія «Хорватські поетичні хулігани» була номінована на звання найкращої поетичної книги 2018 року в Україні в межах однієї з найпрестижніших літературних нагород – «Книга року». У конкуренції з шістьма іншими поетичними виданнями, серед яких була і збірка «Антена» Сергія Жадана, антологія стала єдиною іноземною книгою у фінальному відборі.

## Презентації
Книга «Хорватські поетичні хулігани. Антологія» була презентована як в Україні, так і в Хорватії.
В Україні одна з презентацій відбулася у Києві, в кнайп-клубі «Купідон», а також у Київському національному університеті імені Тараса Шевченка. Університетська зустріч стала майданчиком для діалогу між студентами, авторами та перекладачами антології. Під час заходу хорватські поети поділилися своїм баченням сучасної поезії, особливостями її розвитку в Хорватії та своїм досвідом експериментів із формою та змістом. В свою чергу українські студенти мали можливість не лише послухати вірші в оригіналі та перекладі, а й обговорити з гостями специфіку перекладу поезії та виклики адаптації культурного контексту.
Презентація у «Купідоні» відбулася у неформальній, камерній атмосфері, де читання поезії поєднувалося з обговореннями, дискусіями та імпровізацією. 
Згодом книга була представлена й у Хорватії. Одна з презентацій відбулася 11 лютого 2019 року в Рієці, у Caffe book «Dnevni boravak», за підтримки Хорватського літературного товариства. Під час заходу вірші Сімо Мраовича читав Йово Мраович, Роберта Рокліцера – Валеріо Орлич, а Дарії Лисенко – Марія Лісак Ренко, у супроводі музики Міхаеля Арчона.
Одна з перших презентацій книги відбулася 6 жовтня 2018 року на «Ранку поезії» у Загребі
Антологія також є омажем Сімі Мраовичу, який 2002 року в Загребі підготував і видав антологію сучасної української прози «Українські літературні хулігани».